# アジア・プロバスケットボール招待トーナメント
アジア・プロバスケットボール招待トーナメント(Asian Professional Basketball Invitation Tournament)は、2006年より8月台湾で開催されるバスケットボールの国際大会。

## 第1回
2006年08月11日～19日に開催。bj リーグから新潟アルビレックスBBが参加し、オーストラリアのパース ワイルドキャッツが優勝した。

### 概要
参加チーム 5チーム
- 新潟アルビレックスBB( 日本)
- 昌原LGセイカーズ( 韓国)
- サン・ミゲル・ビアメン( フィリピン)
- パース・ワイルドキャッツ( オーストラリア)
- 中華台北代表( 中華民国)

### 結果
予選ラウンド
- 8月11日 新潟アルビレックスBB 70-81 パース・ワイルドキャッツ
- 8月12日 新潟アルビレックスBB 98-101 中華台北代表
- 8月14日 新潟アルビレックスBB 84-81 LGセイカーズ
- 8月15日 新潟アルビレックスBB 97-84 サン ミゲル

準決勝ラウンド
- 8月16日 新潟アルビレックスBB 73-102 LGセイカーズ
- 8月17日 新潟アルビレックスBB 57-84 パース・ワイルドキャッツ
- 8月18日 新潟アルビレックスBB 70-80 中華台北代表

決勝
- パース・ワイルドキャッツ　　LGセイカーズ

3位決定戦
- 8月19日 新潟アルビレックスBB 58-75 中華台北

APB最終順位
- 1位 パース・ワイルドキャッツ
- 2位 LGセイカーズ
- 3位 中華台北代表
- 4位 新潟アルビレックスBB
- 5位 サン・ミゲル・ビアメン

## 第2回
2007年8月に開催を予定していたが、開催延期。そのため日本バスケットボールリーグから参加予定だったレラカムイ北海道は参加を取りやめた。